# Anomala eucoma
Anomala eucoma är en skalbaggsart som beskrevs av Bates 1888. Anomala eucoma ingår i släktet Anomala och familjen Rutelidae. Inga underarter finns listade i Catalogue of Life.